# Rhodostrophia roseata
Rhodostrophia roseata är en fjärilsart som beskrevs av Louis Beethoven Prout 1913. Rhodostrophia roseata ingår i släktet Rhodostrophia och familjen mätare. Inga underarter finns listade.